# Dysidea digitifera
Dysidea digitifera är en svampdjursart som beskrevs av Ridley 1884. Dysidea digitifera ingår i släktet Dysidea och familjen Dysideidae.
Artens utbredningsområde är havet kring Australien. Inga underarter finns listade i Catalogue of Life.